# Osamu Nishi
Osamu Nishi (西 修 Nishi Osamu?, Toyohashi, Prefectura de Aichi, 22 de abril de 1992) es una mangaka japonesa.

## Carrera
Nishi nació en Toyohashi en la Prefectura de Aichi el 22 de abril de 1992. Aunque dibujó ilustraciones hasta la escuela secundaria, no tenía experiencia dibujando manga. Sin embargo, estaba muy interesada en los nuevos lanzamientos de manga y en los productos de anime, al punto de frecuentar regularmente la tienda Animate de Toyohashi con amigas en el camino de regreso a casa desde la escuela. Al considerar su camino después de su graduación, no encontraba algo que realmente quisiera hacer, así que decidió intentar dibujar manga.
Participó en el Proyecto Tokiwaso. En 2011, su obra debut, Shōnen K, recibió una mención honorífica a obra destacada los Jump SQ Monthly Awards y fue publicada en la Jump SQ.19 Autumn de Shūeisha, marcando su debut como mangaka. Fue en esta época cuando comenzó a considerar la carrera de mangaka como una profesión.
A los 19 años, se mudó sola a Tokio para dedicarse por completo a su carrera como mangaka. En 2013, participó en la primera edición de la SQ. NEXT CUP, donde su one-shot Hotel Helheim, publicado en la edición de octubre de 2013 de la Jump Square de Shūeisha, ganó el primer lugar. Esta obra se convirtió en su primera serie, la cual fue publicada en Jump Square desde la edición de noviembre de 2014 hasta la de septiembre de 2015.
Desde su obra debut Shōnen K hasta Hotel Helheim, sus historias habían sido principalmente de temática de fantasía oscura. Por ello, para su siguiente trabajo, decidió dar un giro y crear un manga más alegre. Durante las reuniones para desarrollar la nueva idea, su editor mostró un gran interés en un concepto donde 'un niño angelical se inscribe en una escuela de demonios'. Motivada por la buena recepción, Nishi completó el guion en unos pocos días y, al día siguiente, ya había terminado los borradores. El editor en jefe de la Weekly Shōnen Champion en ese momento, al revisar los borradores, decidió de inmediato comenzar la serie, y en marzo de 2017 comenzó la serialización de Mairimashita! Iruma-kun en la Weekly Shōnen Champion de Akita Shoten.
En septiembre de 2024, comenzó la serialización de Madan no Ichi en la Weekly Shonen Jump, donde está a cargo de la historia original y Shiro Usazaki de las ilustraciones.
Decidió su seudónimo como 'Osamu Nishi' debido a que su fecha de nacimiento contiene muchos números '2' y '4', y también porque le gustaba el carácter '修' que estaba en el nombre de su hermano mayor, además de que estaba influenciada por el nombre de Osamu Tezuka desde que era pequeña.

## Trabajos

### Manga
- Shōnen K (少年K?) (one-shot; publicado en Jump SQ.19 Autumn (Shūeisha); 2011)[4]
- Kashidashi Shitsuji (貸出執事?) (one-shot; publicado en Jump SQ.19 Vol.2 (Shūeisha); 2012)[9]
- GetMarry (one-shot; publicado en Jump SQ.19 Vol.5 (Shūeisha); 2012)[10]
- Hotel Helheim (ホテル ヘルヘイム Hoteru Heruheimu?) (serializada en Jump Square (Shūeisha); 2014–2015)[6]
- Dead an Dead (one-shot; publicado en Jump SQ.CROWN 2016 Autumn (Shūeisha); 2016)[11]
- Mairimashita! Iruma-kun (魔入りました！入間くん?) (serializada en Weekly Shōnen Champion (Akita Shoten); 2017–presente)[7]
- Yawaraka Hunter Brothers (やわらかハンターブラザーズ Yawaraka Hantā Burazāzu?) (one-shot; publicado en Bessatsu Shōnen Champion (Akita Shoten); 2018)[12]
- Makai no Shuyaku wa Wareware da! (魔界の主役は我々だ!?) (serializada en Weekly Shōnen Champion (Akita Shoten); historia junto a Koneshima e ilustraciones de Atsushi Tsudanuma; 2020–presente)[13][14]
- Mairimashita! Iruma-kun Gaiden: Kalego-hen (魔入りました!入間くん外伝 ―カルエゴ編― Mairimashita! Iruma-kun Gaiden ― Karuego-hen ―?) (serializada en Weekly Shōnen Champion (Akita Shoten); 2021–2014)[15][16]
- Mairimashita! Iruma-kun if - Episode of Mafia (魔入りました！入間くん if Episode of 魔フィア?) (serializada en Bessatsu Shōnen Champion (Akita Shoten); historia junto a hiroja e ilustraciones de hiroja; 2023–presente)[17]
- Madan no Ichi (魔男のイチ?) (serializada en Weekly Shōnen Jump; ilustrada por Shiro Usazaki; 2024–presente)[18]

### Libros
- Mairimashita! Iruma-kun Official Fanbook: Akuma Gakkō Babyls Nyūgaku Annai (ISBN 978-4253201322; Akita Shoten; 2023)

### Ilustraciones y portadas
- Proyecto Tokiwaso 'Manga de Kuenai Hito no Kabe - Pro ga Pro Taru Yui Hen' (NEWVERY, 2014) - Ilustración de portada.[19]
- Ilustración tributo de Bara-Ō no Sōretsu (Monthly Princess (Akita Shoten), edición de octubre de 2021).[20]
- Ilustración conmemorativa por el 30 aniversario de la serie Baki (Weekly Shōnen Champion, edición 44 de 2021).[21]
- Ilustración a color de Ronald para la cuarta edición de la antología oficial Kyūketsuki Sugu Shinu (Mystery Bonita, edición de noviembre de 2021) - Incluida en el primer volumen de 'Nos vemos en Shin-Yokohama'.[22][23][24]
- Ilustración de apoyo para Boku no Kokoro no Yabai Yatsu (publicada en la cuenta oficial de Twitter del anime, 26 de abril de 2023).[25]

### Letra de canciones
- Debikyū (Yū Serizawa) - Bajo el seudónimo "os.nishi".[26]